# Centrale nucleare di Warta
La centrale nucleare di Warta è una centrale nucleare polacca situata nella frazione di Klempicz, nel comune di Lubasz, nel distretto di Czarnków e Trzcianka, nel voivodato della Grande Polonia. La centrale doveva essere costituita da 4 reattori VVER da 963 MW ciascuno. Il progetto è del 1987, ma per le proteste sociali sviluppatesi e per l'incidente di Černobyl' il progetto fu accantonato nel 1989.